# تعفن الجذور
تعفُّن الجذور أو فسخُ الجذور هو حالةٌ تُسبب فيها ظروف نقص الأكسجين في التربة أو وسائط الزرع [الإنجليزية] حول جذور النبات تعفنها. يحدث هذا بسبب تراكم المياه الراكدة حول الجذور. يظهر هذا المرض في النباتات الداخليَّة والخارجية، ولكنه أكثر شيوعًا في النباتات الداخلية بسبب الإفراط في الري، أو استخدام وسائط زرع ثقيلة، أو استخدام أوعية سيئة التصريف. غالبًا ما تصفر أوراق النباتات التي تُصاب بتعفن الجذور وتموت، وإذا استمرت هذه الحالة، فقد تكون قاتلةً للنبات.
لتجنب تعفن الجذور، يُنصح بري النباتات فقط عند جفاف التربة، ووضعها في وسطٍ جيد التصريف. كما أن استخدام وسط زراعي كثيف، مثل المستخرج من الخارج، قد يُسبب تعفن الجذور. تختلف النباتات من بيئاتٍ مختلفة في قدرتها على تحمل رطوبة التربة، فالنباتات التي تكيفت مع الظروف الصحراويَّة ستعاني من تعفن الجذور عند مستويات رطوبةٍ أقل من تلك التي تكيفت مع الظروف الاستوائية. في النباتات الداخلية والخارجية، قد يكون هذا التعفن قاتلًا، ولا يوجد علاجٌ فعال له، مع أن بعض النباتات يُمكن إكثارها حتى لا تُفقَد تمامًا.
يحدث «تعفُّن الجذور» بسبب أنواعٍ من عفن الماء ضمن جنس اللَّفْحَة. تُلوث أبواغ مُسببات تعفن الجذور النباتات الأخرى، لكن العفن لا يستقر إلا في حالة رطوبةٍ كافية. لا تنتقل الأبواغ عبر الهواء فحسب، بل تحملها أيضًا الحشرات والمفصليات الأخرى في التربة. يمكن السيطرة عليها برشّ كاربندازيم [الإنجليزية].[بحاجة لمصدر]

## أمراض معينة
بعض مسببات الأمراض تصيب النباتات وتسبب تعفن الجذور. من بين هذه المسببات:
- الفطر العسلي (الاسم العلمي: Armillaria) ويُسبب تعفن الجذور العسلي [الإنجليزية]
- لفحة الصبار (الاسم العلمي: Phytophthora cactorum)
- دميجة شائعة (الاسم العلمي: Texas root rot)
- اللَّفْحَة (الاسم العلمي: Phytophthora)
- فطريات الدعاميات (الاسم العلمي: Basidiomycete) هي فطرياتٌ متعفنة منتشرةٌ على نطاق واسع وتصيب نباتات السنط بتعفن الجذور.[2]
- أنواع الغانوديرما[2]

### باللغة الإنجليزية
1. ↑  - Hydroponics Root Rot: What is It, How To Treat It, How to Prevent It Origin Hydroponics. June 2, 2018- Root Rot In Your Hydroponic System: 4 Reasons (+ Solutions) YOUR INDOOR HERBS AND GARDEN. n.d- Tips For Preventing Root Rot In Hydroponics Fresh Air With Housplants. February 3, 2022. نسخة محفوظة 2024-09-12 على موقع واي باك مشين.
2. 1 2  Old, K. M., See, L. S., Sharma, J. K., & Yuan, Z. Q. (2000). ROOT ROT. In A Manual of Diseases of Tropical Acacias in Australia, South-East Asia and India (pp. 89). Center for International Forestry Research. http://www.jstor.org/stable/resrep02154.21 نسخة محفوظة 2023-12-11 على موقع واي باك مشين.

### باللغة العربيَّة
1. ↑  "عفن الجذور (Root Rot)". مجلة بحوث الشرق الأوسط. جامعة عين شمس، مرکز بحوث الشرق الأوسط والدراسات المستقبلية. ج. 3. 1976.
2. ↑  [أ] عبد القادر الفاسي الفهري (1999). معجم النباتيات. معهد الدراسات والأبحاث للتعريب. ص. 343. OCLC:1040287234.
[ب] مصطلحات علم البستنة (بالعربية والإنجليزية)، بغداد: المجمع العلمي العراقي، 1987، ص. 126، OCLC:1103745226، QID:Q124317985
3. 1 2  مصطفى الشهابي (2003). أحمد شفيق الخطيب (المحرر). معجم الشهابي في مصطلحات العلوم الزراعية (بالعربية والإنجليزية واللاتينية) (ط. 5). بيروت: مكتبة لبنان ناشرون. ص. 617. ISBN:978-9953-10-550-5. OCLC:1158683669. QID:Q115858366.